# Marieta Orozco
Marieta Orozco (Barcelona, 11 de febrer de 1978) és una actriu espanyola.

## Biografia
Realitza els seus estudis d'interpretació, dansa i cant. La seva mare és l'actriu Alicia Orozco. Té un fill i va posar nua en la revista Interviú uns dies abans de donar a llum.

## Premis
- Goya a la millor actriu revelació als XIII Premis Goyas.[3]

## Filmografia
| Any  | Pel·lícula          | Director                        |
| ---- | ------------------- | ------------------------------- |
| 2009 | Mentiras y gordas   | Alfonso Albacete i David Menkes |
| 2007 | Lo mejor de mí      | Roser Aguilar                   |
| 2005 | El triunfo          | Mireia Ros                      |
| 2004 | Inconscientes       | Joaquín Oristrell               |
| 2003 | Descongélate        | Dunia Ayaso i Félix Sabroso     |
| 2001 | Pau i el seu germà  | Marc Recha                      |
| 2000 | Krámpack            | Cesc Gay                        |
| 1999 | Ya pronto hará frío | Gustavo Cortés                  |
| 1998 | Barrio              | Fernando León de Aranoa         |
| 1991 | Chatarra            | Félix Rotaeta                   |